# Часова зона
Часовата зона (или часови пояс) е област от повърхността на Земята, която има еднакво официално стандартно време.
На сушата почти всички часови зони имат граници, съвпадащи с държавните граници или, при някои по-големи държави, с границите на техни подразделения. Към 2011 година на сушата има 24 часови зони, като в повечето от тях разликата между местното време и координираното универсално време (UTC) е цял брой часове (от −12 до +14), но в някои зони разликата може да е цял брой часове и 30 или 45 минути. Освен часовите зони на сушата има и 25 морски часови зони, за граници на които служат определени меридиани. Повечето от тях (UTC−11 до UTC+11) имат ширина от 15° (1/24 от окръжността), като само ивицата в централната част на Тихия океан е разделена на две зони (UTC−12 и UTC+12) от антимеридиана, частично съвпадащ с линията на смяна на датата. Много от часовите зони на сушата са изместени на запад спрямо съответните морски часови зони.
В миналото времето бива измервано в местно видимо слънчево време – времето на слънчевия часовник – така че всеки град използвал свое собствено време. През 19 век, с разпространението на механичните часовници и появата на железниците, се появява нуждата от по-широка координация при измерване на времето. Първата часова зона е създадена през 1847 година от железниците на остров Великобритания, които започват да използват средно гринуичко време (GMT) при работата си на целия остров. През 1879 година шотландско-канадският инженер Сендфорд Флеминг за пръв път предлага въвеждането на часови пояси в целия свят. Към 1900 година почти целият свят е разделен на часови зони, повечето от които използват за основа времето на някоя местна астрономическа обсерватория, без връзка с GMT. Минават десетилетия преди тези зони да се приведат до време с относително кръгло отместване спрямо GMT. Последната държава, която прави това, е Непал, където през 1986 година се преминава към отместване с +5:45. В началото на 20 век в много страни е въведено лятно часово време, което днес продължава да се използва главно в умерения пояс.

## Означения
Съгласно международния стандарт ISO 8601 часовите зони се означават с тяхното отместване спрямо координираното универсално време (UTC), като се използва наставка с формат ±[hh]:[mm], ±[hh][mm] или ±[hh]. Така ако часовата зона е два часа напред спрямо UTC, както например в България през зимата, часовата зона се означава като UTC+02:00, UTC+0200 или UTC+02. Самите часове се означават по подобен начин, като в края им се добавя същата наставка за часова зона, например 14:45:15 UTC+02:00.
Часовите зони често се означават със съкращения, като CET (централноевропейско време, UTC+01) или EET (източноевропейско време, UTC+02). Тези съкращения не са стандартизирани и в някои случаи използването им е нееднозначно.

## Лятно часово време
В много страни, а в някои случаи в отделни области, през част от годината се използва лятно часово време. Обикновено при него часовниците се изместват с един час напред в началото на пролетта и се връщат обратно през есента. В някои страни се използва обратно изместване на времето през зимните месеци.
Използването на лятното часово време получава широко разпространение през Първата световна война, когато много страни го въвеждат като мярка за спестяване на въглища. Въпреки спорния ефект от лятното часово време, то продължава да се използва в много страни и до днес, макар че голям брой държави се отказват от него. Лятното часово време почти не се използва в тропическите области, където сезонните разлики в продължителността на деня са относително малки.

## История на часовите зони
До въвеждането на системата на часовите зони, всяко населено място използва свое местно слънчево време, определяно по географската дължина на конкретното населено място или близкия голям град. Стандартна система на времето се появява в края на 19 век като опит да се сложи край на това объркване. Необходимостта да се въведе такъв стандарт става особено остра с развитието на железопътната мрежа – ако графикът на влака е по местното време на всеки град, то това може да доведе не само до неудобство и объркване, но и до аварии и нещастни случаи. Първите проекти за стандартизиране на времето са осъществени във Великобритания.

### Великобритания
Проблемът с несъгласуваността дълго време занимава Британските железници, които принуждават правителството да унифицира времето на територията на цялата страна. Първоначалната идея принадлежи на доктор Уилям Хайд Уолъстън (1766 – 1828) и е развита от Ейбръхам Фолет Ослър (1808 – 1903). Времето е установено по Гринуич (Средно време по Гринуич – Greenwich Mean Time, GMT), и за дълъг период е наричано „лондонско време“.
Първа преминава към използването на „лондонското време“ (1840) Голямата западна железница. Другите компании приемат тази инициатива, и към 1847 г. по-голямата част от британските железници вече използват унифицираното време. На 22 септември 1847 г. железопътната разчетна палата, която определя стандартите за цялата индустрия, препоръчва установяването на времето по Гринуич на всички станции, с разрешение на Главната пощенска служба. Преходът се състои на 1 декември 1847 г.
На 23 август 1852 г. за първи път са предадени чрез телеграф сигнали за астрономическото време от Кралската обсерватория в Гринуич. За точната синхронизация на часовниците се използват хронометри, установени по гринуичкото време. До 1855 г. по-голямата част от обществените часовници във Великобритания са настроени по Гринуич. Но процесът на преход към новата система за отчитане на времето е задържан от законодателството, така че местното слънчево време официално е прието в продължение на още много години. Това довежда до редица странности, като например отваряне на избирателните секции в 08:13 ч. и затваряне в 16:13 ч. Официално, преходът към новото време във Великобритания става след въвеждането на Законодателния акт за определяне на времето от 2 август 1880 г.

### Северна Америка
В САЩ и Канада стандартно време и часови зони са въведени на 18 ноември 1883 г., също във връзка с железниците. Дотогава задачата за определяне на времето е по места. Повечето градове са използвали местно слънчево време, и еталонът, по който се е определяло времето, често е бил добре познат и известен във всяка местност часовник (например часовника на камбанария или на прозорците на магазини за бижута).
Първият човек в Съединените щати, което разбира нарастващата необходимост да се стандартизира времето, е любителят астроном Уилям Ламбърт, който в началото на 1809 г. представя на Конгреса препоръка за създаване в страната на времеви меридиани. Тази препоръка обаче е отхвърлена, както и първоначалното предложение на професор Чарлз Дауд. Дауд предлага да се установи време за железниците, свързано с четири меридиана със стъпка от 15° (или 1 час), най-източният от които да е меридиана на Вашингтон. През 1872 г. Дауд преразглежда предложението си, променяйки отправната точка на Гринуич. Именно това последно предложение, почти без промяна, започва да се използва от железниците в САЩ и Канада единадесет години по-късно.

## Примери
| Часова зона | Примерно време (означения по ISO 8601) | Примерни държави и области |
| ----------- | -------------------------------------- | --- |
| UTC−12:00   | 2025-06-29UTC08:39:14-12:00            | Бейкър, Хауланд (необитаеми острови) |
| UTC−11:00   | 2025-06-29UTC09:39:14-11:00            | Американска Самоа, Самоа |
| UTC−10:00   | 2025-06-29UTC10:39:14-10:00            | Хаваи, Таити |
| UTC-9:30    | 2025-06-29UTC11:09:14-9:30             | Маркизки острови |
| UTC−09:00   | 2025-06-29UTC11:39:14-9:00             | По-голямата част от Аляска |
| UTC−08:00   | 2025-06-29UTC12:39:14-8:00             | Полуостров Долна Калифорния, Западното крайбрежие на САЩ, по-голямата част от Британска Колумбия |
| UTC−07:00   | 2025-06-29UTC13:39:14-7:00             | Албърта, Аризона, Колорадо, Сонора, Чиуауа |
| UTC−06:00   | 2025-06-29UTC14:39:14-6:00             | Галапагоски острови, Гватемала, Илинойс, Коста Рика, Манитоба, Никарагуа, Салвадор, Саскачеван, Хондурас, по-голямата част от Мексико и Тексас                                                             |
| UTC−05:00   | 2025-06-29UTC15:39:14-5:00             | Източното крайбрежие на САЩ, Квебек, Колумбия, Куба, Онтарио, Панама, Перу, Хаити, Ямайка, континенталната част на Еквадор                                                                                 |
| UTC-4:30    | 2025-06-29UTC16:09:14-4:30             | Венецуела |
| UTC−4:00    | 2025-06-29UTC16:39:14-4:00             | Амазонас, Боливия, Доминиканска република, Нова Скотия, Парагвай, Пуерто Рико, Тринидад и Тобаго, континенталната част на Чили                                                                             |
| UTC-3:30    | 2025-06-29UTC17:09:14-3:30             | Нюфаундленд |
| UTC−03:00   | 2025-06-29UTC17:39:14-3:00             | Аржентина, Гренландия, Суринам, Уругвай, по-голямата част от Бразилия |
| UTC−02:00   | 2025-06-29UTC18:39:14-2:00             | Фернандо ди Нороня, Южна Джорджия и Южни Сандвичеви острови |
| UTC−01:00   | 2025-06-29UTC19:39:14-1:00             | Азорски острови, Кабо Верде |
| UTC         | 2025-06-29UTC20:39:14+00:00            | Великобритания, Република Ирландия, Исландия, Канарски острови, Мадейра, Фарьорски острови, континентална Португалия, по-голямата част от Западна Африка                                                   |
| UTC+01:00   | 2025-06-29UTC21:39:14+1:00             | Албания, Алжир, Ангола, Камерун, Нигерия, Норвегия, Швейцария, Тунис, страните от бивша Югославия, по-голямата част от Европейския съюз                                                                    |
| UTC+02:00   | 2025-06-29UTC22:39:14+2:00             | Беларус, България, Гърция, Египет, Естония, Замбия, Зимбабве, Израел, Йордания, Кипър, Латвия, Либия, Ливан, Литва, Малави, Мозамбик, Румъния, Сирия, Турция, Украйна, Финландия, Южноафриканска република |
| UTC+03:00   | 2025-06-29UTC23:39:14+3:00             | Етиопия, Ирак, Йемен, Кения, Мадагаскар, Саудитска Арабия, Сомалия, Судан, Танзания, Уганда |
| UTC+3:30    | 2025-06-30UTC00:09:14+3:30             | Иран |
| UTC+04:00   | 2025-06-30UTC00:39:14+4:00             | Азербайджан, Армения, Грузия, Мавриций, Обединени арабски емирства, Оман, Сейшелски острови, по-голямата част от Европейска Русия                                                                          |
| UTC+4:30    | 2025-06-30UTC01:09:14+4:30             | Афганистан |
| UTC+05:00   | 2025-06-30UTC01:39:14+5:00             | Казахстан, Малдивски острови, Пакистан, Узбекистан |
| UTC+5:30    | 2025-06-30UTC02:09:14+5:30             | Индия, Шри Ланка |
| UTC+5:45    | 2025-06-30UTC02:24:14+5:45             | Непал |
| UTC+06:00   | 2025-06-30UTC02:39:14+6:00             | Бангладеш, по-голямата част от Казахстан и Западен Сибир |
| UTC+6:30    | 2025-06-30UTC03:09:14+6:30             | Кокосови острови, Мианмар |
| UTC+07:00   | 2025-06-30UTC03:39:14+7:00             | Виетнам, Тайланд, западната част на Индонезия |
| UTC+08:00   | 2025-06-30UTC04:39:14+8:00             | Западна Австралия, Китай, Малайзия, Сингапур, Тайван, Филипини, по-голямата част от Монголия |
| UTC+08:30   | 2025-06-30UTC05:09:14+8:30             | Северна Корея |
| UTC+09:00   | 2025-06-30UTC05:39:14+9:00             | Източен Тимор, Южна Корея, Япония |
| UTC+9:30    | 2025-06-30UTC06:09:14+9:30             | Северна територия, Южна Австралия |
| UTC+10:00   | 2025-06-30UTC06:39:14+10:00            | Виктория, Куинсленд, Нов Южен Уелс, Тасмания |
| UTC+10:30   | 2025-06-30UTC07:09:14+10:30            | Лорд Хау |
| UTC+11:00   | 2025-06-30UTC07:39:14+11:00            | Камчатка, Нова Каледония, Соломонови острови |
| UTC+11:30   | 2025-06-30UTC08:09:14+11:30            | Норфолк |
| UTC+12:00   | 2025-06-30UTC08:39:14+12:00            | Нова Зеландия, Фиджи |
| UTC+12:45   | 2025-06-30UTC09:24:14+12:45            | Чатъм |
| UTC+13:00   | 2025-06-30UTC09:39:14+13:00            | Тонга |
| UTC+14:00   | 2025-06-30UTC10:39:14+14:00            | Лайн |

### Списък на страните, имащи повече от една часова зона
| Страна                       | Брой часови зони | Най-западна часова зона | Най-източна часова зона | Преход към лятно време       |
| ---------------------------- | ---------------- | ----------------------- | ----------------------- | ---------------------------- |
| Австралия                    | 7, лято – 8      | UTC+6:30                | UTC+11:30               | Извършва се в повечето части |
| Великобритания               | 8                | UTC-8                   | UTC                     |                              |
| Бразилия                     | 3                | UTC-4                   | UTC-2                   | В повечето части е отменен   |
| Гренландия                   | 4, лято – 3      | UTC−4                   | UTC                     | Извършва се в повечето части |
| Дания                        | 5                | UTC−4                   | UTC+1                   |                              |
| Демократична република Конго | 2                | UTC+1                   | UTC+2                   | Никога не е извършван        |
| Индонезия                    | 3                | UTC+7                   | UTC+9                   | Никога не е извършван        |
| Испания                      | 2                | UTC                     | UTC+1                   |                              |
| Казахстан                    | 2                | UTC+5                   | UTC+6                   | Отменен                      |
| Канада                       | 6                | UTC-8                   | UTC-3:30                | Извършва се в повечето части |
| Кирибати                     | 3                | UTC+12                  | UTC+14                  | Никога не е извършван        |
| Мексико                      | 4                | UTC-8                   | UTC-5                   | Извършва се в повечето части |
| Микронезия                   | 2                | UTC+10                  | UTC+11                  | Никога не е извършван        |
| Монголия                     | 2                | UTC+7                   | UTC+8                   | Извършва се                  |
| Нидерландия                  | 2                | UTC-4                   | UTC+1                   |                              |
| Нова Зеландия                | 2                | UTC+12                  | UTC+12:45               | Извършва се                  |
| Русия                        | 9                | UTC+2                   | UTC+12                  | Отменен                      |
| Португалия                   | 2                | UTC-1                   | UTC                     |                              |
| САЩ                          | 6                | UTC−10                  | UTC−5                   | Извършва се в повечето части |
| Франция                      | 12               | UTC−10                  | UTC+12                  |                              |
| Чили                         | 2                | UTC−5                   | UTC−3                   | Отменен                      |
| Еквадор                      | 2                | UTC−6                   | UTC−5                   |                              |